# 堺市立鳳南小学校
堺市立鳳南小学校（さかいしりつ おおとりみなみ しょうがっこう）は、大阪府堺市西区にある公立小学校。

## 沿革
堺市立鳳小学校の学校規模が過大となったため、従来の同校の校区を分離して、堺市で55番目の市立小学校として1971年に開校した。開校の際に、従来の堺市立福泉小学校の校区も一部編入した。
その後学校規模が過大化したため、校区の一部を分離し、堺市立福泉上小学校が開校している。
- 1971年4月1日 - 堺市立鳳南小学校として開校。
- 1973年 - 体育館・プール完成。
- 1974年 - 校歌制定（竹中郁作詞）。
- 1979年 - 従来の校区の一部を、新設の堺市立福泉上小学校校区へ分離。
- 1982年4月 - 校区変更。従来の校区の一部を、福泉上小学校区へ分離編入。

## 通学区域
- 堺市西区 鳳西町・鳳南町の全域、鳳東町1丁-4丁および7丁。

卒業生は堺市立鳳中学校に進学する。

## 交通
- 阪和線 鳳駅 南へ約500m。